# Luis Daniel González
Luis Daniel González Cova (Cariaco, 22 dicembre 1990) è un calciatore venezuelano, attaccante dell'Atlético Junior.